# Giải bóng đá vô địch quốc gia Slovenia
Giải bóng đá vô địch quốc gia Slovenia (tiếng Slovene: Prva slovenska nogometna liga, phát âm [ˈpərʋa slɔˈʋeːnska nɔɡɔˈmɛtna ˈliːɡa]), hiện có tên là Prva liga Telemach vì lý do tài trợ, còn được gọi bằng chữ viết tắt 1. SNL, là cấp độ cao nhất trong hệ thống giải bóng đá Slovenia. Với sự tham gia của 10 câu lạc bộ, giải đấu hoạt động theo hệ thống thăng hạng và xuống hạng cùng với Giải bóng đá hạng nhì Slovenia (2. SNL). Các mùa giải thường diễn ra từ tháng 7 đến tháng 5 với mỗi đội chơi 36 trận.
Giải đấu được thành lập năm 1991, sau khi Slovenia giành được độc lập. Từ năm 1920 đến hết mùa giải 1990–91, Giải bóng đá Cộng hòa Slovenia (SVP) là hạng đấu thấp hơn trong hệ thống giải đấu Nam Tư, mặc dù các câu lạc bộ hàng đầu của Slovenia thường thi đấu ở các hạng đấu cao nhất của hệ thống giải đấu Nam Tư. Giải đấu do Hiệp hội bóng đá Slovenia quản lý. Celje và Maribor là hai câu lạc bộ sáng lập duy nhất chưa từng bị xuống hạng kể từ khi thành lập năm 1991.
47 câu lạc bộ đã thi đấu kể từ khi PrvaLiga thành lập vào năm 1991. Tám trong số đó đã giành được danh hiệu: Maribor (16), Gorica (4), Olimpija (4), Olimpija Ljubljana (4), Celje (2), Domžale (2), Koper (1), và Mura.

## Danh sách vô địch
| Double | Đội vô địch cũng giành được Cúp bóng đá Slovenia mùa giải đó |

| Năm       | Vô địch (lần)          | Á quân             | Hạng ba            | Vua phá lưới (đội)                                                                                   | Số bàn |
| --------- | ---------------------- | ------------------ | ------------------ | --- | ------ |
| 1991–92   | Olimpija               | Maribor            | Izola              | Zoran Ubavič (Olimpija)                                                                              | 29     |
| 1992–93   | Olimpija (2)           | Maribor            | Mura               | Sašo Udovič (Slovan)                                                                                 | 25     |
| 1993–94   | Olimpija (3)           | Mura               | Maribor            | Štefan Škaper (Beltinci)                                                                             | 23     |
| 1994–95   | Olimpija (4)           | Maribor            | Gorica             | Štefan Škaper (Beltinci)                                                                             | 25     |
| 1995–96   | Gorica                 | Olimpija           | Mura               | Ermin Šiljak (Olimpija)                                                                              | 28     |
| 1996–97   | Maribor                | Primorje           | Gorica             | Faik Kamberović (Celje)                                                                              | 21     |
| 1997–98   | Maribor (2)            | Mura               | Gorica             | Ismet Ekmečić (Olimpija)                                                                             | 21     |
| 1998–99   | Maribor (3)            | Gorica             | Rudar Velenje      | Novica Nikčević (Gorica)                                                                             | 17     |
| 1999–2000 | Maribor (4)            | Gorica             | Rudar Velenje      | Kliton Bozgo (Maribor)                                                                               | 24     |
| 2000–01   | Maribor (5)            | Olimpija           | Primorje           | Damir Pekič (Celje)                                                                                  | 23     |
| 2001–02   | Maribor (6)            | Primorje           | Koper              | Romano Obilinović (Primorje)                                                                         | 16     |
| 2002–03   | Maribor (7)            | Celje              | Olimpija           | Marko Kmetec (Ljubljana/ Olimpija)                                                                   | 22     |
| 2003–04   | Gorica (2)             | Olimpija           | Maribor            | Dražen Žeželj (Ljubljana/ Primorje)                                                                  | 19     |
| 2004–05   | Gorica (3)             | Domžale            | Celje              | Kliton Bozgo (Maribor)                                                                               | 18     |
| 2005–06   | Gorica (4)             | Domžale            | Koper              | Miran Burgič (Gorica)                                                                                | 24     |
| 2006–07   | Domžale                | Gorica             | Maribor            | Nikola Nikezić (Gorica)[B]                                                                           | 22     |
| 2007–08   | Domžale (2)            | Koper              | Gorica             | Dario Zahora (Domžale)                                                                               | 22     |
| 2008–09   | Maribor (8)            | Gorica             | Rudar Velenje      | Etien Velikonja (Gorica)                                                                             | 17     |
| 2009–10   | Koper                  | Maribor            | Gorica             | Milan Osterc (Koper)                                                                                 | 23     |
| 2010–11   | Maribor (9)            | Domžale            | Koper              | Marcos Tavares (Maribor)                                                                             | 16     |
| 2011–12   | Maribor (10)           | Olimpija Ljubljana | Mura 05            | Dare Vršič (Olimpija Ljubljana)                                                                      | 22     |
| 2012–13   | Maribor (11)           | Olimpija Ljubljana | Domžale            | Marcos Tavares (Maribor)                                                                             | 17     |
| 2013–14   | Maribor (12)           | Koper              | Rudar Velenje      | Mate Eterović (Rudar Velenje)                                                                        | 19     |
| 2014–15   | Maribor (13)           | Celje              | Domžale            | Marcos Tavares (Maribor)                                                                             | 17     |
| 2015–16   | Olimpija Ljubljana     | Maribor            | Domžale            | Rok Kronaveter (Olimpija Ljubljana) Jean-Philippe Mendy (Maribor) Andraž Šporar (Olimpija Ljubljana) | 17     |
| 2016–17   | Maribor (14)           | Gorica             | Olimpija Ljubljana | John Mary (Rudar Velenje)                                                                            | 17     |
| 2017–18   | Olimpija Ljubljana (2) | Maribor            | Domžale            | Luka Zahović (Maribor)                                                                               | 18     |
| 2018–19   | Maribor (15)           | Olimpija Ljubljana | Domžale            | Luka Zahović (Maribor)                                                                               | 18     |
| 2019–20   | Celje                  | Maribor            | Olimpija Ljubljana | Ante Vukušić (Olimpija Ljubljana)                                                                    | 26     |
| 2020–21   | Mura                   | Maribor            | Olimpija Ljubljana | Jan Mlakar (Maribor) Nardin Mulahusejnović (Koper)                                                   | 14     |
| 2021–22   | Maribor (16)           | Koper              | Olimpija Ljubljana | Ognjen Mudrinski (Maribor)                                                                           | 17     |
| 2022–23   | Olimpija Ljubljana (3) | Celje              | Maribor            | Žan Vipotnik (Maribor)                                                                               | 20     |
| 2023–24   | Celje (2)              | Maribor            | Olimpija Ljubljana | Aljoša Matko (Celje)                                                                                 | 18     |
| 2024–25   | Olimpija Ljubljana (4) | Maribor            | Koper              | Raul Florucz (Olimpija Ljubljana)                                                                    | 15     |

## Thống kê
Tính đến hết mùa giải 2024–25, tổng cộng có 8 câu lạc bộ khác nhau đã vô địch bóng đá Slovenia trong suốt 34 mùa giải của Giải vô địch bóng đá Slovenia.
| Đội                   | Vô địch | Á quân | Năm vô địch |
| --------------------- | ------- | ------ | --- |
| Maribor               | 16      | 10     | 1996–97, 1997–98, 1998–99, 1999–2000, 2000–01, 2001–02, 2002–03, 2008–09, 2010–11, 2011–12, 2012–13, 2013–14, 2014–15, 2016–17, 2018–19, 2021–22 |
| Gorica                | 4       | 5      | 1995–96, 2003–04, 2004–05, 2005–06 |
| Olimpija[A]           | 4       | 3      | 1991–92, 1992–93, 1993–94, 1994–95 |
| Olimpija Ljubljana[A] | 4       | 3      | 2015–16, 2017–18, 2022–23, 2024–25 |
| Domžale               | 2       | 3      | 2006–07, 2007–08 |
| Celje                 | 2       | 3      | 2019–20, 2023–24 |
| Koper                 | 1       | 3      | 2009–10 |
| Mura                  | 1       | 0      | 2020–21 |